# Diocesi di Dédougou
La diocesi di Dédougou (in latino Dioecesis Deduguensis) è una sede della Chiesa cattolica in Burkina Faso suffraganea dell'arcidiocesi di Bobo-Dioulasso. Nel 2023 contava 155.100 battezzati su 1.303.590 abitanti. È retta dal vescovo Prosper Bonaventure Ky.

## Territorio
La diocesi comprende la parte orientale della regione di Boucle du Mouhoun in Burkina Faso.
Sede vescovile è la città di Dédougou, dove si trova la cattedrale di Sant'Anna.
Il territorio è suddiviso in 14 parrocchie.

## Storia
La prefettura apostolica di Nouna fu eretta il 12 giugno 1947 con la bolla Ad evangelizationis di papa Pio XII, ricavandone il territorio dalla prefettura apostolica di Gao (oggi diocesi di Mopti).
Il 18 ottobre 1951 in virtù della bolla Quae ad Christi dello stesso papa Pio XII la prefettura apostolica si ampliò, incorporando territori che erano appartenuti al vicariato apostolico di Bobo-Dioulasso (oggi arcidiocesi) e contestualmente fu elevata a vicariato apostolico.
Il 14 settembre 1955 il vicariato apostolico fu elevato a diocesi con la bolla Dum tantis di papa Pio XII. Originariamente era suffraganea dell'arcidiocesi di Ouagadougou.
Il 10 aprile 1962 cedette una porzione del suo territorio a vantaggio dell'erezione della missione sui iuris di San (oggi diocesi).
Con il decreto Apostolicis della Congregazione per l'evangelizzazione dei popoli del 3 dicembre 1975, su richiesta del vescovo, la sede vescovile fu trasferita a Dédougou per la maggior importanza della città e la diocesi cambiò nome in favore di diocesi di Nouna-Dédougou. La chiesa di Sant'Anna di Dédougou divenne la cattedrale della diocesi, mentre la chiesa di Santa Maria del Perpetuo Soccorso di Nouna, fino ad allora cattedrale, divenne concattedrale.
Il 14 aprile 2000 la bolla Grave successoris Petri di papa Giovanni Paolo II ha sancito una divisione della diocesi, da cui si è originata anche la diocesi di Nouna, e la presente diocesi ha assunto il nome di diocesi di Dédougou.
Il 5 dicembre 2000 è entrata a far parte della provincia ecclesiastica di Bobo-Dioulasso.

## Cronotassi dei vescovi
Si omettono i periodi di sede vacante non superiori ai 2 anni o non storicamente accertati.
- Jean-Marie Lesourd, M.Afr. † (17 ottobre 1947 - 5 luglio 1973 dimesso)
- Zéphyrin Toé † (5 luglio 1973 - 4 giugno 2005 ritirato)
- Judes Bicaba † (4 giugno 2005 - 19 agosto 2016 deceduto)
- Prosper Bonaventure Ky, dal 24 aprile 2018

## Statistiche
La diocesi nel 2023 su una popolazione di 1.303.590 persone contava 165.100 battezzati, corrispondenti al 12,7% del totale.
| anno | popolazione | popolazione | popolazione | presbiteri | presbiteri | presbiteri | presbiteri                | diaconi | religiosi | religiosi | parrocchie |
| anno | battezzati  | totale      | %           | numero     | secolari   | regolari   | battezzati per presbitero | diaconi | uomini    | donne     | parrocchie |
| ---- | ----------- | ----------- | ----------- | ---------- | ---------- | ---------- | ------------------------- | ------- | --------- | --------- | ---------- |
| 2000 | 70.000      | 1.001.000   | 7,0         | 36         | 31         | 5          | 1.944                     |         | 19        | 54        | 10         |
| 2001 | 74.382      | 893.548     | 8,3         | 38         | 33         | 5          | 1.957                     |         | 14        | 75        | 10         |
| 2002 | 76.206      | 1.089.330   | 7,0         | 42         | 37         | 5          | 1.814                     |         | 15        | 88        | 10         |
| 2004 | 91.619      | 1.089.330   | 8,4         | 49         | 43         | 6          | 1.869                     |         | 13        | 85        | 12         |
| 2006 | 93.501      | 1.149.000   | 8,1         | 60         | 54         | 6          | 1.558                     |         | 13        | 92        | 12         |
| 2013 | 125.965     | 1.762.000   | 7,1         | 65         | 58         | 7          | 1.937                     |         | 15        | 75        | 13         |
| 2016 | 140.025     | 1.033.401   | 13,5        | 69         | 64         | 5          | 2.029                     |         | 15        | 69        | 14         |
| 2019 | 145.818     | 1.255.000   | 11,6        | 67         | 61         | 6          | 2.176                     |         | 12        | 82        | 14         |
| 2021 | 155.480     | 1.227.000   | 12,7        | 75         | 66         | 9          | 2.073                     |         | 18        | 84        | 14         |
| 2023 | 165.100     | 1.303.590   | 12,7        | 80         | 72         | 8          | 2.063                     |         | 16        | 68        | 14         |